# Sicga
Sicga († 22. Februar 793) (auch Siga oder Sigha genannt) war ein Adliger aus dem angelsächsischen Königreich Northumbria.
Das erste Mal erwähnt wird Sicga, als er im Jahre 786 vor einer Ratsversammlung unter dem päpstlichen Gesandten Giorgio I., dem Bischof von Ostia, aussagen muss. Er wird in den Aufzeichnungen als Sigha patricius geführt, was wohl am besten mit Ealdorman übersetzt wird.
Die Angelsächsische Chronik berichtet davon, dass Sicga am 23. September 788 König Ælfwald I. bei Scythlecester (wahrscheinlich das heutige Chesters) ermordete.
Der Tod von Sicga am 22. Februar 793 wird sowohl von der Angelsächsischen Chronik als auch von Symeon von Durham berichtet. Letzterer fügt hinzu, dass Sicga Suizid begangen habe. Trotz dieser Tatsache und obwohl er als Königsmörder galt, wurde er im Kloster Lindisfarne beerdigt.